# Swartzia cowanii
Swartzia cowanii là một loài thực vật có hoa trong họ Đậu. Loài này được Steyerm. miêu tả khoa học đầu tiên.